# Кавалга (острів)
Острів Кавалга (алеут. Qavalĝa ) - острів у підгрупі островів Деларова Андреянівських островів у ланцюзі Алеутських островів Аляски. Острів завдовжки 9 км, а його найвища точка становить 40 м. Він розташований між островами Уналга на заході та Оглюга на сході. Кавалгу населяють мармотіні  ( ховрахи ) та морські птахи.